# Joeline Möbius
Joeline Möbius (* 26. August 1992  in Chemnitz) ist eine ehemalige deutsche Kunstturnerin.
Joeline Möbius ist in Limbach-Oberfrohna aufgewachsen. Sie startete von 1995 bis 2012 für den TuS 1861 Chemnitz-Altendorf und wurde von Gabriele Frehse trainiert. Ihre Spezialdisziplin war das Bodenturnen. 2004 wurde Möbius Deutsche Juniorenmeisterin im Mehrkampf, 2005 im Mehrkampf, Sprung, Stufenbarren und Schwebebalken, 2006 im Mehrkampf, Schwebebalken und Boden. 2006 gewann sie zudem Silber im Sprung und Bronze im Stufenbarren. Im selben Jahr wurde sie bei der Junioren-Europameisterschaft in Volos Mannschaftsdritte. 2007 gewann Möbius erneut die Juniorentitel am Boden, im Mehrkampf, am Schwebebalken, auf dem Stufenbarren und beim Sprung. In Stuttgart nahm sie an den Turn-Weltmeisterschaften 2007 teil und wurde mit der Mannschaft Zehnte. 2008 gewann die Limbacherin bei den deutschen Meisterschaften Silber am Schwebebalken und Bronze am Boden. Im Mehrkampf wurde sie Sechste. Bei den Europameisterschaften in Clermont-Ferrand wurde Möbius Mannschaftssiebte. Mit ihren guten Leistungen des Jahres qualifizierte sie sich für die Olympischen Spiele von Peking, wo ihr unter anderem ein 12. Platz mit der deutschen Mannschaft gelang. Am Schwebebalken konnte Möbius 2009 erstmals einen Deutschen Meistertitel gewinnen.
Im Februar 2010 erklärte Möbius überraschend ihren Rücktritt vom Leistungssport, um sich verstärkt ihrer schulischen und beruflichen Karriere widmen zu können. Im August 2010 kehrte sie jedoch für einige Zeit zum Leistungsturnen zurück. Aufgrund mehrfacher Verletzungen und der damit verbundenen Rückschläge in ihren Leistungen zog sie sich früh aus dem Leistungssport zurück. Ihren letzten Wettkampf bestritt sie bei den Deutschen Turnmeisterschaften 2012.
Nach dem Abitur am Sportgymnasium Chemnitz begann sie ein Lehramtsstudium an der Universität Leipzig (Fächer Mathematik und Englisch).